# Paralucia lucida
Paralucia lucida är en fjärilsart som beskrevs av Crosby 1951. Paralucia lucida ingår i släktet Paralucia och familjen juvelvingar. Inga underarter finns listade i Catalogue of Life.